# Literatura goliardesca
Se denomina habitualmente literatura goliardesca a la escrita en latín por clerici vagantes o goliardos, clérigos vagabundos o desertores de los estudios eclesiásticos, al estilo del padre Tuck, aquel frailecillo que acompaña a Robin Hood, escribían y cantaban canciones y poesía.

## Origen y características del movimiento
No existe certeza sobre el origen del nombre «goliardos» por no existir fuentes históricas que lo sustenten, mas erróneamente se asume la vinculación con el personaje bíblico de Goliat, así como identificándolos como pecadores groseros al atribuirle la gula. Jacques Le Goff, medievalista francés, asevera que son vagabundos, bribones, juglares y bufones. Son hombres intelectuales que han sufrido el yugo de los prejuicios de los humanistas posteriores, siendo descritos peyorativamente debido a su carácter jocoso y burlesco. La opción más difundida es la de un sacerdote expulsado a causa de §las conductas impropias que identifican sus poemas. El autor desconoce el origen «concreto» de la palabra goliardo. Estos hombres de los caminos medievales, a cambio de sus poemas amorosos y sus cantos pícaros recibían como pago unas monedas, vino o una sopa caliente en los conventos. Conservaron sus distintivos clericales, es decir: la tonsura, que es el rapado circular de la coronilla del cráneo y los hábitos que vestían. Se reunían en «hermandades» con el fin de protegerse, lo que aunado a los distintivos que portaban les permitía sistematizar sus engaños, de los cuales se valían para subsistir. Las constantes persecuciones emprendidas en su contra los orillaron a asociarse con los integrantes del bajo mundo: juglares, saltimbanquis, facinerosos, artesanos, todos ellos organizados por «razones de seguridad». Sus canciones, que con frecuencia atacaban la riqueza del alto clero y su corrupción con ironía, escarnio y transgresión de toda norma moral y conducta social vigente, ocasionó denuncias y demandas y fueron violentamente marginados; pero a pesar de sufrir continuas persecuciones y soportar leyes, decretos y toda clase de edictos en su contra, el movimiento continuó alimentado por lo mismo que cantaban y protegido por la parte más liberal y menos integrista y romanista de la Iglesia. La mayoría eran clérigos pobres o sin parroquia, monjes ociosos o estudiantes de las scholae catedralicias, los estudios generales y las universidades medievales.

## Constitución de la literatura
Es una literatura que va del latín rimado en consonante y el verso corto al mismísimo hexámetro y que tiene por temas el vino, el amor erótico, la taberna, el juego, la pobreza, el aburrimiento del estudio y la petición de regalos que alivien la pobreza de los escolares. Un ejemplo: 

In taberna quando sumus,
non curamus quid sit humus,
sed ad luddum propreramus,
cui semper insudamos...

(«Cuando estamos en la taberna no nos interesa qué sea la tierra, sino que nos precipitamos al juego, en el que siempre nos hace sudar.»)

Esta literatura se caracteriza por su humor, su tono picante y a veces intensamente erótico, su carácter popularizante y el uso de las parodias de la liturgia cristiana medieval. Existe asimismo un tono crítico y de sátira hacia el alto clero que deriva de que fue compuesta por clérigos pobres o estudiantes.

Bibit hera, bibit herus,
bibit miles, bibit clerus,
bibit ille, bibit illa,
bibit servus cum ancilla,
bibit velox, bibit piger,
bibit albus, bibit niger,
bibit constants, bibit vagus,
bibit rudis, bibit magus,
bibit pauper et aegrotus,
bibit exul et ignotus,
bibit puer, bibit canus,
bibit preasul et decanus,
bibit soror, bibit frater,
bibit anus, bibit mater,
bibit ista, bibit ille,
bibunt centum, bibunt mille.

(«Bebe la señora, bebe el señor / bebe el caballero, bebe el clérigo, / bebe aquel, bebe aquella, / bebe el siervo con la criada, bebe el animoso, bebe el perezoso, / bebe el blanco, bebe el negro, / bebe el constante, bebe el vago, / bebe el tosco, bebe el sabio, / bebe el pobre y bebe el enfermo, / bebe el desterrado y el desconocido, / bebe el niño, bebe el viejo, / bebe el obispo y el decano, / bebe la hermana, bebe el hermano, / bebe la abuela, bebe la madre, / bebe ésta, bebe aquél / bebieron cien, bebieron mil.»)

## Orígenes de la literatura
La poesía goliarda surgió al lado de la poesía latina culta y fue una expresión más libre que suponía la misma preparación que la utilizada por los letrados. Fue sumamente rica y coincide con el movimiento cultural que se extendió por toda Europa durante los siglos XII y XIII. En efecto, alcanzó su mayor esplendor durante estos dos siglos. Las colecciones que se han conservado de los goliardos comprenden un corpus con toda clase de composiciones, religiosas y profanas; un mismo autor podía atenerse tanto a una como a otra tendencia. Su poesía podía entrever sátiras crueles o composiciones de un realismo sorprendente. Sin embargo, se apartaban de las metáforas clásicas y añadían reflexiones acerca del destino endeble de los hombres, la alegría, la euforia por la embriaguez y el vino, lo sagrado y lo profano. Eso suponía ya una cierta quiebra del teocentrismo medieval y un avance hacia otra manera de entender el mundo, nuevos aires.

## Características de los goliardos
Los goliardos presentaban dos rasgos comunes: la pobreza, no como voto religioso, sino como una molesta y terca realidad, y la marginación. No fueron clérigos cultos, aposentados en conventos o abadías, provistos de bibliotecas y costumbres confortables, tampoco vivieron entre los trovadores que cantaban hazañas de héroes. Quizá sea un grupo maldito, una casta de intelectuales nefastos o terribles que escarnecieron y cuestionaron todo. Se llamaban a sí mismos "clérigos errabundos» y, desde fecha temprana, fueron impugnados. En el siglo X los mandaron rapar por redadas, para borrarles la tonsura clerical; se les prohibió cantar versos religiosos en las misas; por último, diversos decretos, leyes, ordenanzas y concilios les prohibieron cantar y comportarse conforme al espíritu de sus poemas.

## Representantes más conocidos de la literatura
Ya entre los griegos algún poeta prefigura al goliardo, como Hiponacte. Sin embargo, como algo específicamente medieval, las mayores figuras de la literatura goliardesca fueron los poetas Hugo de Orleans, Gualterio de Chatillón, Pedro de Blois, el Archipoeta de Colonia Gualtero Mapes y, según algunos, Pedro Abelardo. Pero la mayoría de las piezas son anónimas o atribuidas a un misterioso Golias o Goliath que da nombre a la escuela, y sus composiciones se encuentran agrupadas en cancioneros como los Carmina Burana, al que puso música el compositor Carl Orff, el Cancionero de Ripoll y otros. En Castilla se encuentran ecos de la literatura goliardesca en Juan Ruiz. Algo de la tradición goliardesca perdura en la costumbre universitaria de crear cofradías llamadas tunas o estudiantinas que cantan y tañen instrumentos y componen canciones pícaras y pedigüeñas. En Francia recoge esta tradición François Rabelais, autor de la obra narrativa Gargantúa y Pantagruel, de estilo satírico-popular sobre héroes carnavalescos; y François Villon quien, nacido hacia 1431, fue clérigo, poeta, licenciado en artes y delincuente. Murió colgado en la horca por asesinar a un religioso, y se lamentaba: Saura mon col que mon cul poise (Sabrá mi cuello que mi culo pesa).

## Obras más conocidas

### Carmina Burana
Los Carmina Burana, acaso los poemas goliardescos más célebres, se deben traducir como «Cantos de Beuren», a causa del nombre con el que Johann Andreas Schmeller publicó en 1847 la primera edición del manuscrito de la obra. De los poemas goliardescos que integran la colección se sabe que fueron reunidos hacia 1225 y se encontraron en el monasterio de Benediktbeuern en Baviera, región alemana ubicada entre los Alpes y la frontera con Chequia. Hoy se conserva en Múnich, la capital bávara. Los poemas están en lenguas latina y alto-alemán y de ellos Orff tomó selecciones de los temas más representativos de la poesía de los clérigos vagantes: lo inconstante de la suerte, la primavera y sus múltiples manifestaciones de vida; la embriaguez, el sarcasmo, la ridiculización y los placeres sensuales a los cuales fueron tan aficionados.